# جاك دونالدسون (منافس ألعاب قوى)
جاك دونالدسون (بالإنجليزية: Jack Donaldson)‏ هو منافس ألعاب قوى أسترالي، ولد في 16 مارس 1886، وتوفي في 1 سبتمبر 1933.